# Graben (Lechfeld)
Graben este o comună aflată în districtul rural (germană: Landkreis) Augsburg, landul Bavaria, Germania.